# Tehrik-e-Jafaria
Le Tehrik-e-Jafaria Pakistan (TJP) (en ourdou : تحریک جعفریہ ; littéralement « Mouvement jafariste du Pakistan »), mais aussi appelé Tehrik-Nifaz-i-Fiqah Jafaria ou Tehrik-e-Islami, est un parti politique islamiste chiite pakistanais fondé en 1979 dans le sillage de la révolution iranienne.
Le parti se réclame de l'école juridique chiite Ja'fariya et vise à représenter les chiites duodécimains. Il est accusé de participation aux violences sectaires entre chiites et sunnites et a été interdit plusieurs fois, avant de se reformer sous d'autres noms.

## Historique
Le parti est fondé en 1979 sous le nom de Tehrik-e-Nifaz-e-Fiqah Jafria par Jafar Hussain. C'est un parti politique religieux fondé dans le but de représenter les chiites duodécimains pakistanais, qui représentent environ 10 % de la population du pays. Il est créé dans le contexte de la révolution iranienne dont il s'inspire. Il tire son nom de l'école juridique chiite Ja'fariya et vise à lutter contre l'imposition d'un modèle religieux sunnite, notamment en réaction à la politique d'islamisation lancée en 1979 par le général Muhammad Zia-ul-Haq, accusé de favoriser l'école hanafite de l'islam.
Le parti a été accusé de participation aux affrontements meurtriers entre sunnites et chiites qui secouent le pays, s'opposant notamment au groupe armé sunnite Sipah-e Sahaba Pakistan. Plusieurs de ses cadres ont ainsi été assassinés. Après la mort de son dirigeant Arif Hussain Hussaini en 1988, le parti se divise entre une branche religieuse et une branche politique. La branche politique prend le nom de Tehrik-e-Jafaria Pakistan en 1992 et reçoit le soutien du Guide iranien Khomeini,. Le parti est depuis dirigé par Sajid Ali Naqvi, chef spirituel des chiites pakistanais, et s'est brièvement allié avec le Parti du peuple pakistanais. 
En 2002, le parti rejoint l'alliance religieuse Muttahida Majlis-e-Amal, dominée par les sunnites et au sein duquel il est un parti marginal. Il partage alors avec ses alliés son opposition à Pervez Musharraf et aux États-Unis, critiquant notamment la route pakistanaise de ravitaillement des forces de l'OTAN. Les autorités tentent d'interdire le parti deux fois, en janvier 2002 et novembre 2011, mais il se refonde sous divers noms. Sous le nom de Tehrik-e-Islami, il ne réunit que 3 000 voix lors des élections législatives de 2013, essentiellement dans le Sind.